# Helmut Kohlenberger
Helmut Karl Kohlenberger (* 1942 in Wigstadtl, Mähren) ist ein deutscher Philosoph, Übersetzer, Redakteur und Universitätsdozent. Er ist Autor verschiedener Werke, unter anderem zur Europäischen Idee und kulturtheoretischen Fragen des Mittelalters und der Moderne.

## Leben
Nach dem Studium der Philosophie in Tübingen arbeitete und lehrte er auf dem Gebiet der mittelalterlichen Philosophie, der Entstehung der Universitäten und dem Zerfall der christlichen Werte in der modernen Gesellschaft.
Kohlenberger war Mitarbeiter der Zeitschrift Tumult: Schriften für Verkehrswissenschaft, Wien/München. Er agiert als Übersetzer aus dem Französischen ins Deutsche, vor allem zu Texten von André Glucksmann. Kohlenberger gehört der Redaktion der Zeitschrift „Stredni Europa“ an.

## Publikationen (Auswahl)
- Similitudo und Ratio (1972)
- Cuando el jego va en serio (1991)
- Gesellschaftstheorien in Österreich (mit R. Knoll, 1994)
- Briefe über Deutschland (1996)
- Prozeß, Spiel: Fragmente zum 2. Jahrtausend (2013)
  - How the West was Won: Essays on the Literary Imagination, the Canon, (Contributor, The Monastic Challenge, 2010)
  - Reason, Action and Experience: Essays in Honor of Raymond Klibansky, (Herausgeber, 1998)